# Звездица (Варненская область)
Звездица (болг. Звездица) — село в Болгарии. Находится в Варненской области, входит в общину Варна.
Население села на 16 июня 2008 года — 978 человек

## Политическая ситуация
В местном кметстве Звездица, в состав которого входит Звездица, должность кмета (старосты) исполняет Мара Стаматова Спирова по результатам выборов.